# Georg Lauer
Georg Lauer (Würzburg, prima metà del XV secolo – dopo il 1481) è stato un tipografo tedesco, attivo a Roma dal 1470 al 1481.
È identificabile con lo stampatore che lavorò nel convento di Sant'Eusebio negli anni 1470 e 1471, producendovi almeno sette libri, tra cui le Homiliae super Iohannem di Giovanni Crisostomo, datate 29 ottobre 1470.
La prima edizione con la sua sottoscrizione è un confessionale di Antonino Pierozzi del febbraio 1472: «Qui me scribebat Ge. Lauer nomen habebat». In totale stampò 71 edizioni.
Godette della stima di Pomponio Leto.